# Liste des distinctions d'Oasis
Pour un article plus général, voir Oasis (groupe).

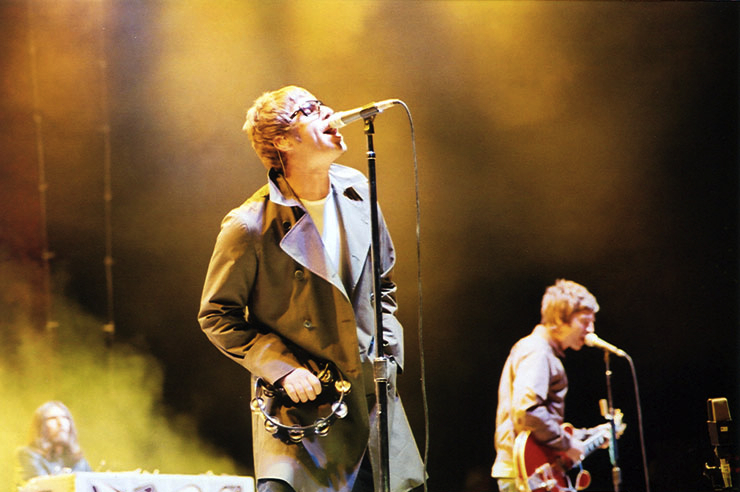
Liam et Noel Gallagher lors d'une prestation avec le claviériste Jay Darlington, en arrière-plan (2005).

Liste des distinctions d'Oasis est la liste non exhaustive des récompenses du groupe Oasis. 
Oasis est un des groupes anglais les plus récompensés de l'histoire, et, fait rare, reçoit de plus en plus de récompenses et certifications avec le temps qui passe.

## Récompenses et Guinness Book
- Definitely Maybe devient le premier album le plus vendu de l'histoire musicale britannique et entre directement à la première place avec 150 000 exemplaires écoulés en trois jours.

- Grâce à leur 7e numéro 1 au Royaume-Uni, Lyla, Oasis est nommé Most Successful Act of the last decade 1995-2005

- Leurs 766 semaines de présence dans les hit parades britanniques leurs valent une mention dans le Livre Guinness des records dans la rubrique Book of British Hits Singles and Albums comme groupe ayant la plus longue durée de présence dans le top 10 des singles britanniques.

- Leur troisième album studio, Be Here Now (1997), est à ce jour l'album qui s'est le plus vendu en une semaine de toute l'histoire de la musique anglaise (813 000 copies)

- Tous leurs albums studio ont été no 1 au Royaume-Uni.

- Wonderwall a été élue meilleure chanson britannique de tous les temps par les auditeurs d'Europe 2 (devenue depuis Virgin Radio) en 2005.

- Avec Lyla et The Importance of Being Idle, Oasis a réussi pour la première fois à placer deux singles d'affilée à la première place au Royaume-Uni.

- Definitely Maybe est élu meilleur album britannique de tous les temps en juin 2006 par le magazine musical anglais NME, devant entre autres Sergent Pepper des Beatles. (What's the Story) Morning Glory? se classe 5e à ce classement.

- À ce jour, le groupe a écoulé un peu plus de 54 millions d'albums selon le RIAA.

- Un classement réalisé par MTV auprès de spécialistes et du grand public donne (What's the Story) Morning Glory? à la 6e place et Definitely Maybe à la 7e place des meilleurs albums de tous les temps.

- Les auditeurs de la radio britannique XFM ont élu en 2008 Live Forever comme la meilleure chanson de rock anglais de tous les temps dans un top 100, Wonderwall obtenant la 3e position et Don't Look Back in Anger la 4e.

- Les auditeurs de la radio britannique XFM ont élu en 2010 Live Forever comme la meilleure chanson de rock anglais de tous les temps dans un top 100[1], Don't Look Back in Anger la 2e[1], Wonderwall la 3e[1] position, Champagne Supernova la 9e[1], Cigarettes & Alcohol la 43e[2], Slide Away la 49e[2] et Rock'N'Roll Star la 89e[3].

### Chronologie
1994
- Q Award comme Best New Act

1995
- Brit Awards : Best British Breakthrough Act
- Ivor Novello Awards : Songwriters Of The Year partagé avec Blur.
- NME Awards : Best New Band, Album Of The Year - Definitely Maybe et Single Of The Year - Live Forever
- Q Award : Best Live Act

1996
- Brit Awards : Best British Album - (What's the Story) Morning Glory?, Best British Group et Best British Video[4] - Wonderwall
- NME Awards : Best Band, Best Live Band, Best Album - (What's the Story) Morning Glory?, et Best Single - Wonderwall
- Q Award : Best Act In The World Today
- MTV Europe Music Awards : Best Group

1997
- NME Awards : Best Musical Event - Knebworth et Band Of The Year
- Q Award : Best Act In The World Today
- MTV Europe Music Awards : Best Rock

2000
- Q Award : Best Live Act

2001
- NME Award : Hero Of The Year - Liam Gallagher

Leur titre Stop Crying Your Heart est nommé pour la musique originale du film The Butterfly Effect avec l'acteur Ashton Kutcher, film à succès.
2003
- NME Awards : Best UK Band, Artist Of The Year et Best Haircut - Liam Gallagher

2005
- NME Award : Best Music DVD - Definitely Maybe
- Q Awards : Best Album - Don't Believe the Truth et People's Choice Award

2006
- NME Awards : Best Video - The Importance Of Being Idle

2007
- Brits Awards : Outstanding Contribution To Music

2009
- NME Awards : Best British Band et Best Band Blog - Tales from the middle of nowhere
- Le single The Importance Of Being Idle est nommée 5e meilleure vidéo de la décennie aux Best Video Act Of The Decade [5].

2010
- Brits Awards : Album of 30 Years (What's the Story) Morning Glory?[6]

### Singles
Leurs huit singles numéros 1 au Royaume-Uni :
- Some Might Say de l'album (What's the Story) Morning Glory?
- Don't Look Back in Anger de l'album (What's the Story) Morning Glory?
- D'You Know What I Mean? de l'album Be Here Now
- All Around the World de l'album Be Here Now
- Go Let It Out de l'album Standing on the Shoulder of Giants
- The Hindu Times de l'album Heathen Chemistry
- Lyla de l'album Don't Believe the Truth
- The Importance Of Being Idle de l'album Don't Believe the Truth

Leurs huit singles numéros 2 au Royaume-Uni :
- Roll with It de l'album (What's the Story) Morning Glory?
- Wonderwall de l'album (What's the Story) Morning Glory?
- Stand by Me de l'album Be Here Now
- Stop Crying Your Heart Out de l'album Heathen Chemistry
- Songbird de l'album Heathen Chemistry
- Little by Little de l'album Heathen Chemistry
- She Is Love de l'album Heathen Chemistry
- Let There Be Love de l'album Don't Believe the Truth